# Abd-al-Màlik ibn Abd-al-Wàhid ibn Mughith
Abd-al-Màlik ibn Abd-al-Wàhid ibn Mughith fou un general de l'emirat de Qúrtuba a les ordres de l'emir Hixam I. El 792 va comandar un exèrcit que va atacar Àlaba. El 793 assetjà Girona i Narbona, vencent a Guillem I de Tolosa en la batalla d'Orbieu, retirant-se a continuació a la Cerdanya. El 794 dues columnes assolaren el Regne d'Astúries, la comandada per Abd-al-Màlik atacava de nou Àlaba sense problemes i mentre que el seu germà Abd-al-Karim ibn Abd-al-Wàhid ibn Mughith, que atacava el centre del regne, devastant Oviedo seria derrotat i mort en la batalla de Lutos.